# マイキー・ニコルス
マイキー・ニコルス（Mikey Nicholls、1985年8月20日 - ）は、オーストラリアの男性プロレスラー。西オーストラリア州パース出身。新日本プロレス所属。
シェイン・ヘイストとのタッグチーム、TMDK（The Mighty Don't Kneel）及びザ・マイティ（The Mighty）で知られる。

## 来歴

### インディー団体
学生時代はオーストラリアンフットボールやクリケットなどを経験。2001年11月、オーストラリアのプロレス団体・EPWのパース大会でのファーガソン・ブロック戦でプロ・デビュー。高校在学中の16歳でのデビューであった。同団体のシェイン・ヘイストとタッグチーム「TMDK」を結成。
2006年に初来日。新日本プロレスの7月2日に後楽園ホールで行われたワールドカップリベンジ 日本vsオーストラリア でハートリー・ジャクソンと組み、稔、後藤洋央紀と対戦するも、稔のテラマエ485をカウント2で返したところ、すぐさま腕ひしぎ逆十字固めを極められてギブアップ負けをしてしまう。
2008年、アメリカのインディー団体であるPWGでも活動。

### プロレスリング・ノア
2010年、WLWとノア共催のレスリング・キャンプのトライアウトにパートナーのヘイストとともに合格。翌2011年2月21日に留学生として初来日し、合宿所に入寮。同年2月23日のSEM興行で、パートナーのヘイストと対戦する。高難易度の技を繰り出し、シューティングスター・プレスで勝利、華々しくノア・デビューを飾った。その後ツアーに帯同し、試合を行いながらセコンドや雑用もこなし、ノア流のプロレスを学習していく。
ノア留学終了後も引き続きヘイストとともにノアへ参戦を続け、セコンド・雑用を行いながら堅実に試合をこなしていき、ここ数年ではエディ・エドワーズやボビー・フィッシュと並ぶノアへの参戦数が多い常連外国人レスラーとなった。また、アメリカのROHとOVWにも参戦した。
2011年12月15日の後楽園ホール大会ではヘイストとのタッグチーム、TMDKで鈴木鼓太郎&青木篤志が保持するGHCジュニアヘビー級タッグ王座に挑戦したが、シェインが鼓太郎のマスドライバーでフォールを奪われ敗北を喫した。しかし、王者組を圧倒するほどの連携の数々で好評を博し、王者組からその成長ぶりの早さと、立派なノアの一員であるとの評価を受けた。そして体重の増加に伴い、ヘビー級へ転向。
2012年、ノアに入団した大型新人のエリック兄弟（ロス・フォン・エリック & マーシャル・フォン・エリック）の日本デビュー戦の相手を務め、勝利。自身の得意技であるシューティング・スター・プレスでマーシャルを下した。ザック・セイバー・ジュニアや平柳玄藩に勝利するようになり、順調に試合を重ねる。同年11月にはグローバル・リーグ戦にも出場、GHCタッグ王者の潮崎豪に勝利し、同王座への挑戦を表明した。
他にもアメリカのROH、OVW、TNAなどにも参戦経験がある。
2013年4月、ニコルス&ヘイストのタッグがグローバル・タッグ・リーグ戦に初出場。優勝進出とはならなかったが、GHCタッグ王者の新日本プロレス・飯塚高史&矢野通から完璧な3カウント勝利を挙げた。5月12日、ヘイストとともにプロレスリング・ノア所属となった。同日、ノア後楽園ホール興行「方舟新章」のセミファイナルで、GHCタッグ王者の新日本プロレス・飯塚&矢野にヘイスト&ニコルスが挑戦し。攻勢なるも反則ファイトに翻弄された末に逆転され、無念の敗退となった。7月7日、有明コロシアムで行われた「GREAT VOYAGE 2013 in Tokyo 七夕決戦 ~みんなの願い~」で飯塚&矢野と再戦し、勝利。GHCタッグ王座を奪取した。9月16日の博多スターレーン大会では、GHCヘビー級王座へ初挑戦した。
2015年12月、ノアとの契約期間満了。
2016年3月10日、後楽園ホール大会までヘイストと参戦した。

### WWE
2016年3月25日、アメリカのメジャー団体であるWWEと契約を交わし入団。4月12日、育成施設であるWWEパフォーマンスセンターにてトレーニングを開始。同月22日、傘下団体であるNXTのNXT Liveにてデビューを飾り、ヘイストと組んでソーヤー・フルトン & アレクサンダー・ウルフと対戦するが勝利するに至らなかった。
5月19日、タッグチームの名称をTM61へと変え、同時にリングネームをニック・ミラー（Nick Miller）に変更。同月25日、NXTにてTM61としてトマソ・チャンパ & ジョニー・ガルガノを相手にデビューを飾る。序盤より連携技でタッグチームとしての格の違いを見せるが中盤よりチャンパからタッチしたガルガノよりソーンがガルガノ・エスケープを決められるとペースを握られてしまい、最後にシャーク・イン・ザ・ウォーターを決められ敗戦した。
2018年6月20日、タッグネームをザ・マイティ（The Mighty）に変更。ウォー・レイダース（ロウ & ハンソン）と対戦。序盤こそ合体技を駆使して攻めるが、中盤より一方的に追い込まれ、最後にはソーンがフォールアウトを決められ敗戦した。12月14日、子供の誕生により家族を優先するためにオーストラリアに残る事を決意。WWEに退団届を提出し、受理された。

### 新日本プロレス
WWEを退団した後、暫くは出身地であるオーストラリア国内に拠点を移して活動していたが、2019年の3月8日から24日にかけて開催されたNEW JAPAN CUP2019の開幕直前である2019年2月25日、新日本プロレスへの参戦が発表されると共に、オカダ・カズチカがリーダーを務めるユニット『CHAOS』への加入が発表された。

## 得意技

### フィニッシュ ・ホールド
マイキー・ボム
抱え式バックドロップやアトミック・ドロップの体勢で担ぎ上げてから、相手を上下反転させて開脚ジャンプしながらシットダウン・パワーボムを決める。
秋山準のブルーサンダーと同じで、秋山の影響で使用し始めた。当初はブルーサンダーの名で使用していたが、後に自分の名前を冠した名称へ変更した。
ブルー・ヴェンジェンス
奥の手。ポスト上から後方宙返りしてのボディプレスで、ムーンサルトプレスと同じ技。
グローバル・リーグ戦では永田裕志から金星を奪っている。

### 関節技
サザンクロス・ストレッチ
変型足4の字固め。
膝固めと足4の字固めの複合技。
2013年、グローバル・リーグ戦で秘策として編み出した。

### 打撃技
エルボー
クローズライン
スライディング・ラリアット

### 投げ技
スープレックス
スーパープレックス
リフティング・スパイン・バスター
パワーボム
ベリートゥー・バック・スープレックス
抱え上げ式バックドロップを使用。
デスバレーボム

### 飛び技
シューティング・スター・プレス
ジュニアヘビー級時代の主要フィニッシュ技。ノア参戦第1戦目となった相棒のヘイストとのシングル戦では、この技で沈めている。
ダイビング・クロスボディーアタック

### 合体技
ダブルタップ
シェイン・ヘイストとの合体技。
ニコルスが水車落としの体勢で相手を担ぎ上げ、ヘイストが逆さまになった相手の首を抱え、自身が相手の両足を離すと同時に2人でネックブリーカーの体勢でマットに叩きつける。
サンダー・バレー
2人で相手をリフトアップし、足を振り上げて勢いをつけて旋回。ヘイストは前向きに倒れ込んだ体勢で相手の腕を抱え、自身が相手の片足を抱えて同時にマットに叩きつける。
ヘイストの得意技であるボムバレーデスと自身の得意技であるブルーサンダーの合体させた形であり、技名も合成している。
タンク・バスター
エメラルド・フロウジョンとダイビング式DDTの合体技。ニコルスが相手をエメラルド・フロウジョンの体勢で肩に担ぎ、ヘイストがトップロープまたはセカンドロープからそれにめがけてダイビング。ニコルスが担ぐ相手の頭部をヘイストが空中でDDTに体勢で抱え込みそのままDDTのようにマットへ倒れ込んで、それに合わせてニコルスがエメラルド・フロウジョンのようにマットへ倒れ込む。

## タイトル歴
EPW
- EPWヘビー級王座 : 3回
- EPWオーストラリアン・ナショナル王座 : 1回
- EPWタッグ王座 : 1回

w / シェイン・ヘイスト
EWF
- EWFアメリカン王座 : 1回

新日本プロレス
- IWGPタッグ王座 : 1回

第104代 w / シェイン・ヘイスト
- STRONG無差別級タッグ王座 : 2回

第7代、第9代 w / シェイン・ヘイスト
プロレスリング・ノア
- GHCタッグ王座 : 2回

第29代、第32代 w / シェイン・ヘイスト
プロレス大賞
- 最優秀タッグチーム賞 : 2013年

w / シェイン・ヘイスト

## 入場テーマ曲
- Joker & the Thief - ウルフマザー